# Mechanikai hullám

Egyszerű szinuszos transzverzális haladó hullám. A kék pötty harmonikus rezgőmozgást végez, de nem halad.

Mechanikai hullámnak nevezzük egy deformáció, állapotváltozás terjedését rugalmas közegben. Az elektromágneses hullámmal ellentétben, amely elektromágneses zavarként terjed a vákuumban is, a mechanikai hullámoknak közvetítő közegre van  szükségük. Az alapján, hogy hány dimenzióban megy végbe a mozgás, megkülönböztetünk egydimenziós hullámokat, (például egy rezgő gumikötél), felületi hullámokat (vízfelszín hullámzása) és háromdimenziós hullámokat, utóbbira példa egy robbanás lökéshullámának terjedése a levegőben. A rezgés iránya szerint két fajtáját különböztetjük meg: a transzverzális hullám a haladási irányára merőlegesen kelt rezgéseket a közegben, amiben terjed. Ezzel szemben a longitudinális hullám a haladási irányban kelt rezgéseket. Ennek értelmében tehát ha fényképet készítünk a kétfajta hullámról, a transzverzálisnál hullámhegyek és völgyek figyelhetők meg, míg a longitudinálisnál sűrűsödések és ritkulások. A hullámzás során legtöbbször nem maguk a részecskék terjednek szét, hanem a részecskék rezgésállapota: az impulzus, a rezgési energia és az adott fázis.  A mindennapokban gyakran előforduló példák a mechanikai hullámokra a víz felszín hullámzása, a hanghullámok és a szeizmikus hullámok.

## Jellemzői

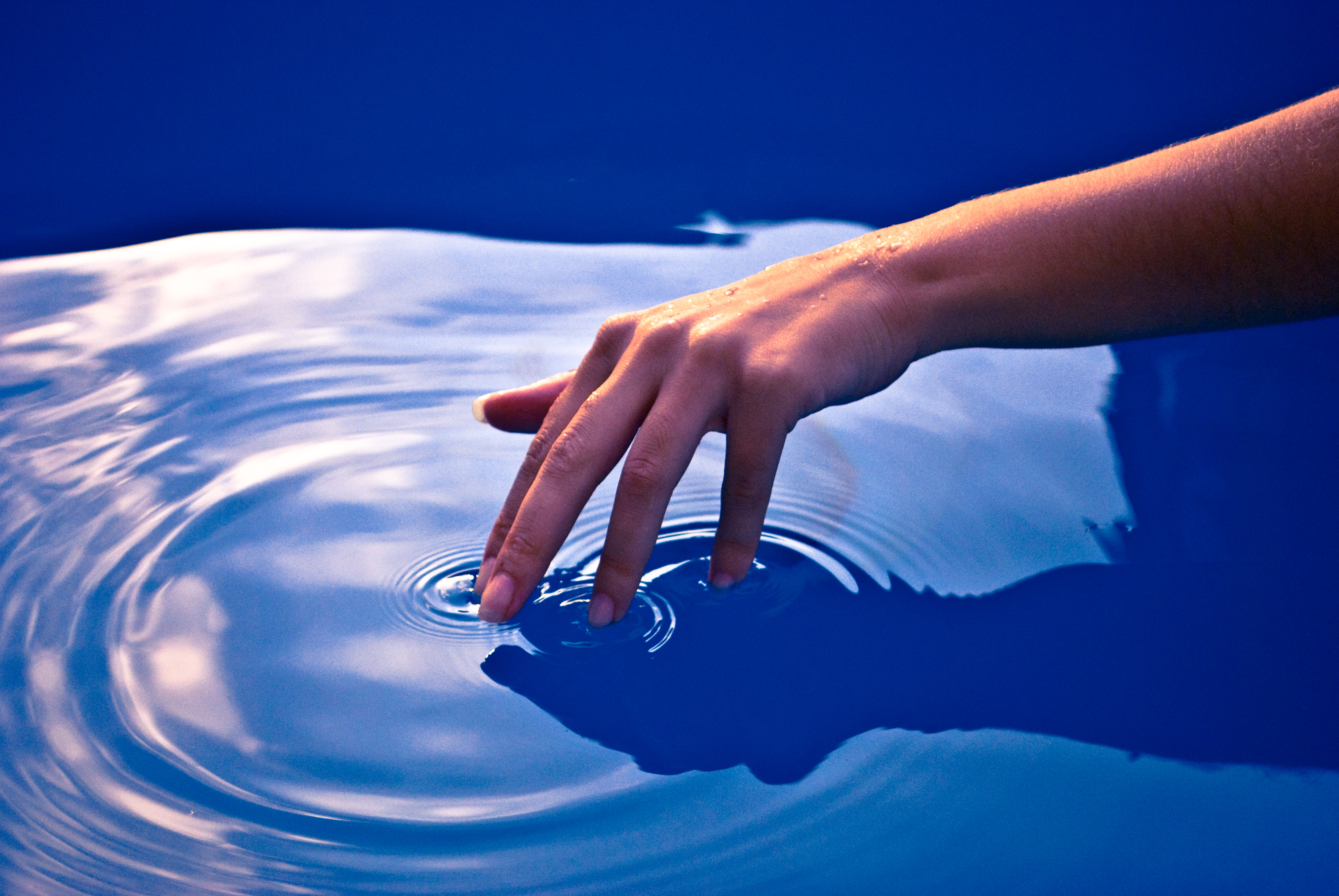
A vízfelszín fodrozódása mechanikai hullám

### Terjedés különböző halmazállapotú anyagokban
Szilárd halmazállapotú objektumok esetében különböző nyíróerők fejtik ki hatásukat a hullámra, ennek következtében ezekben a testekben kialakulhatnak mind transzverzális, mind longitudinális típusú hullámok. Ezzel ellentétben a folyadékokban és gázokban kizárólag longitudinális hullámok fordulnak elő, a nyíróerők elhanyagolható mértékének és a fellépő belső súrlódásnak köszönhetően.

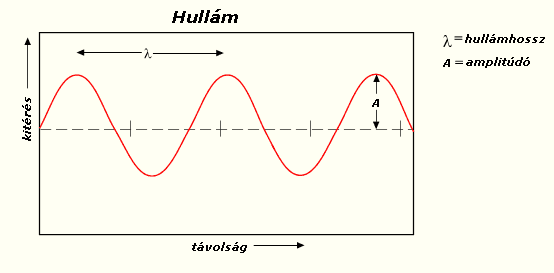
A hullám felépítése

### Harmonikus hullámok

Longitudinális hullám mozgása

Transzverzális hullám mozgása

A harmonikus hullámok esetében az interakcióban részt vevő részecskék harmonikus rezgőmozgást végeznek. A harmonikus rezgő- és hullámmozgás szoros kapcsolata miatt a harmonikus hullámok jellemzéséhez felhasználhatóak a rezgőmozgás alapfogalmai mint az amplitudó, a periódusidő, a frekvencia, a körfrekvencia és a kezdőfázis. Ezeket egészíti ki még egy skalármennyiség, a térbeli periodicitást jellemző hullámhossz, mely a hullám két azonos fázisú szomszédos pontja közötti távolságot mutatja meg egy adott pillanatban. Jele a λ, SI-mértékegysége a m (méter). A víz felszínén keletkező zavar körkörös alakban terjed szét a hullámforrásból kiindulva. A spektroszkópia szakterületén alkalmazzák elsősorban a k -val jelzett hullámszámot, amely a hullámhossz reciprokának 2π-szereseként van meghatározva:
k≡2π/λ

### Terjedési sebesség
Amíg az elektromágneses hullám terjedési sebességét az adott közeg törésmutatója határozza meg, addig a mechanikai hullámnál a közeg sűrűsége, rugalmassági tulajdonságai a meghatározók. A mechanikai hullám terjedésének sebességét a közegben c-vel, hullámhosszát λ-val, hullámszámát k-val, periódusidejét T-vel, körfrekvenciáját ω-val jelöljük. Ezek a következő összefüggésben állnak egymással: 
c = λ⋅f = λ / T = λ⋅ω/ 2π = ω⋅k

## A hullámterjedés során fellépő jelenségek
Abban az esetben, ha a hullám két eltérő tulajdonságú közeg határára érkezik, a térben haladó deformáció egy része visszaverődik, míg egy másik része a másik közegben folytatja útját.  A visszaverődő hullám iránya és a közeghatárra állított merőleges azonos szöget zár be a beesési szöggel és a merőlegessel. Törés esetén a hullám további irányát a Snellius–Descartes-törvény segítségével számolhatjuk ki. 

### Interferencia
Hullámok ütközésekor az amplitúdók összeadódnak a hullámtér minden pontján, így ezek erősíthetik, vagy kiolthatják egymást, ezt a jelenséget nevezzük interferenciának. Az egymással interakcióba lépő azonos polarizációjú és frekvenciájú hullámokat a rezgések pontonkénti összevetésével írhatjuk le. Amikor az interferencia pozitív, erősítésről, amikor negatív, gyengítésről beszélhetünk. 

### Diffrakció

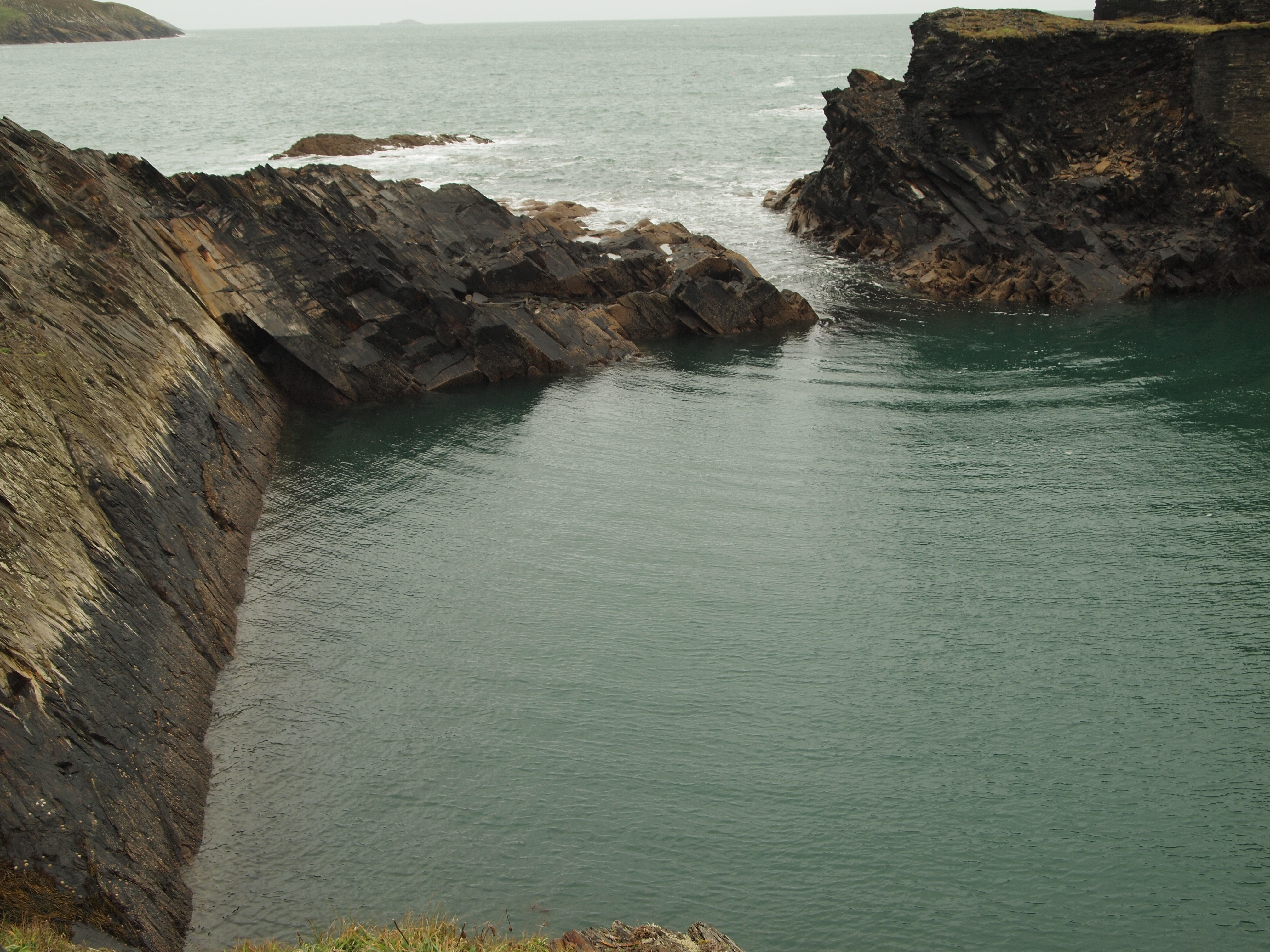
Diffrakciós hullámtörés egy tengeröbölben: Abereiddy, Wales

Amikor hullámok akadályba, vagy nyílásba ütköznek, az eredeti mozgási irányuk megváltozik. A hullámok viselkedését ebben az esetben a Huygens–Fresnel-elv két tézise alapján vizsgálhatjuk meg, amelyek az alábbiak:
1. A hullámfelület minden pontja elemi gömbhullámok kiindulópontja.
2. Egy adott pontban tapasztalható hatást az elemi hullámok interferenciája alakítja ki.

### Hullámpolarizáció
A hullámpolarizáció a transzverzális hullámok egy lehetséges tulajdonsága, ami azt jelenti, hogy a rezgés a haladás irányára merőleges, egyetlen síkban zajlik. Egy hullámot lineáris polarizáltnak nevezünk abban az esetben, ha a polarizáció síkja térben állandó, amikor pedig ez a sík állandó szögsebességgel mozog, akkor a hullámot elliptikusan vagy cirkulárisan polarizáltként jellemezhetjük.

### Hanghullám
A hang is a mechanikai hullámok csoportjába tartozik, egyfajta nyomásingadozás a térben és időben, amely a részecskéket rezgésre kényszeríti. Az emberi érzékszervek számára a 20 Hz és 20 kHz közötti frekvenciatartományba eső hullámok érzékelhetők, az ennél magasabb (kisebb frekvenciájú) hangokat infrahangoknak, a mélyebbeket ultrahangoknak nevezzük. A hanghullámok longitudinálisak. A hangok magassága a rezgés frekvenciájától, míg erőssége az amplitúdó nagyságától függ és decibelben mérhető.

## Történet

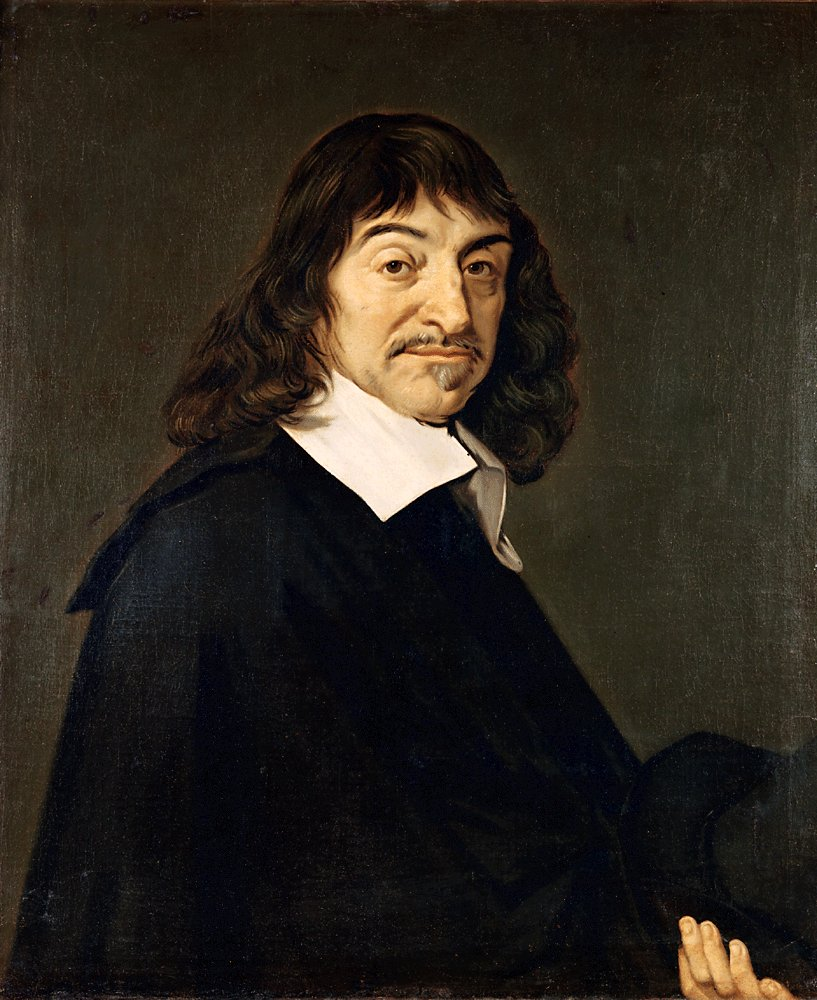
René Descartes portréja

A hullámok kutatásának fontos úttörője volt René Descartes francia filozófus, aki elsősorban az optika tudományágában alkotott. Kidolgozta a fénytörés elméleti hátterét és fejlesztette a lencsék csiszolásának technikáját. Christiaan Huygens 17.századi holland fizikus nevéhez köthető a matematikai és fizikai inga kidolgozása mellett a fény és a mechanikai hullámok elméletének kialakulása is. Augustin-Jean Fresnel  (1788-1827) francia fizikus munkássága  kulcsfontosságú szerepet játszott a modern optika megalakulásában. A tudós bizonyította a fény hullámtermészet-jellegét, tanulmányozta a fényelhajlást, több eszközt alkotott az interferencia-csíkok létrehozására és eredményeivel hozzájárult a hullámelmélet kidolgozásához is.

## Kapcsolódó lapok
- Elektromágneses sugárzás
- Gravitációs hullám
- Transzverzális hullám
- Longitudinális hullám
- Hang
- Interferencia